# Erica crateriformis
Erica crateriformis är en ljungväxtart som beskrevs av Guthrie och Bolus. Erica crateriformis ingår i släktet klockljungssläktet, och familjen ljungväxter. Inga underarter finns listade i Catalogue of Life.